# Kocioł Zmarzłego Stawu Gąsienicowego

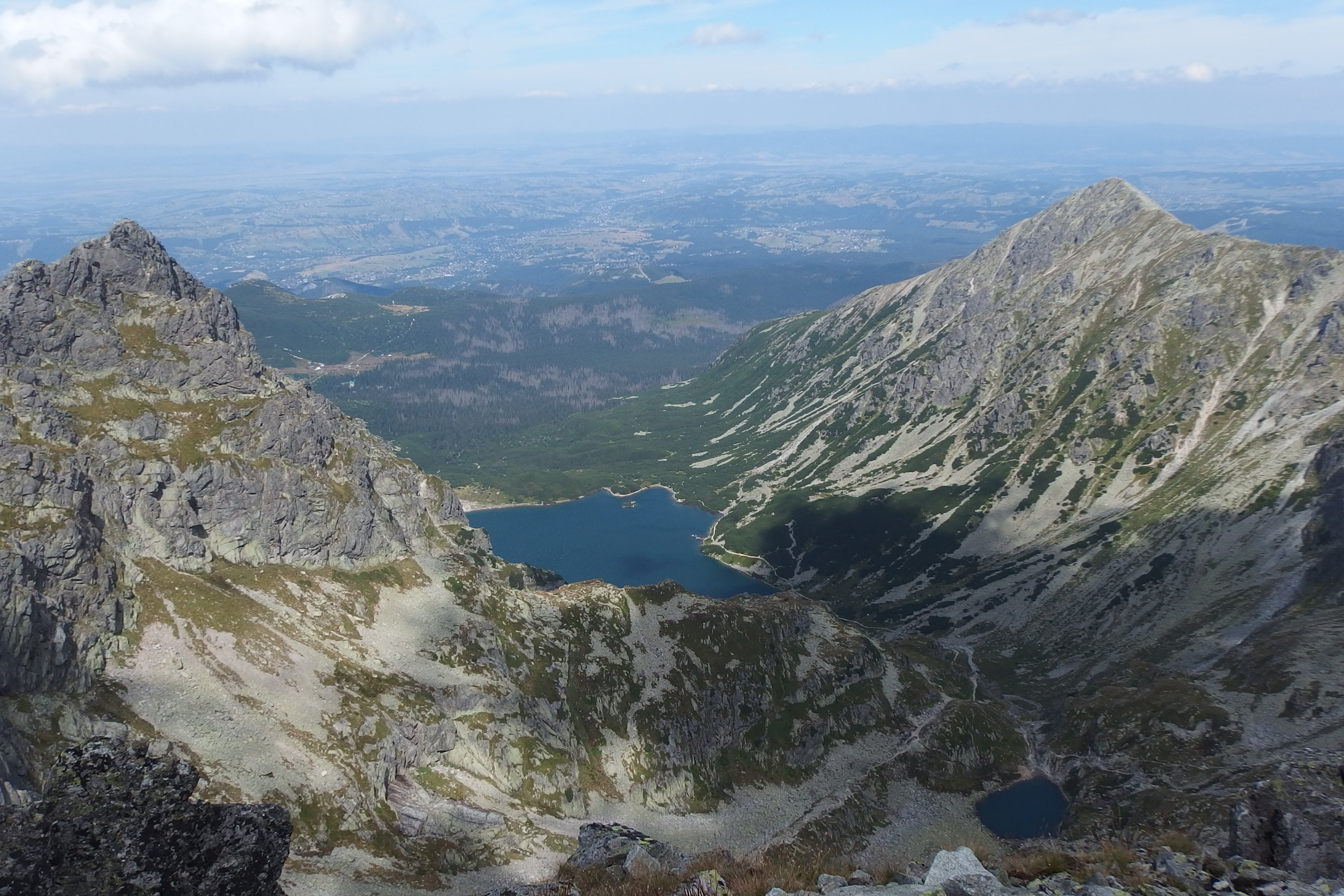
Widok z Orlej Perci na kotły Zmarzłego Stawu i Czarnego Stawu

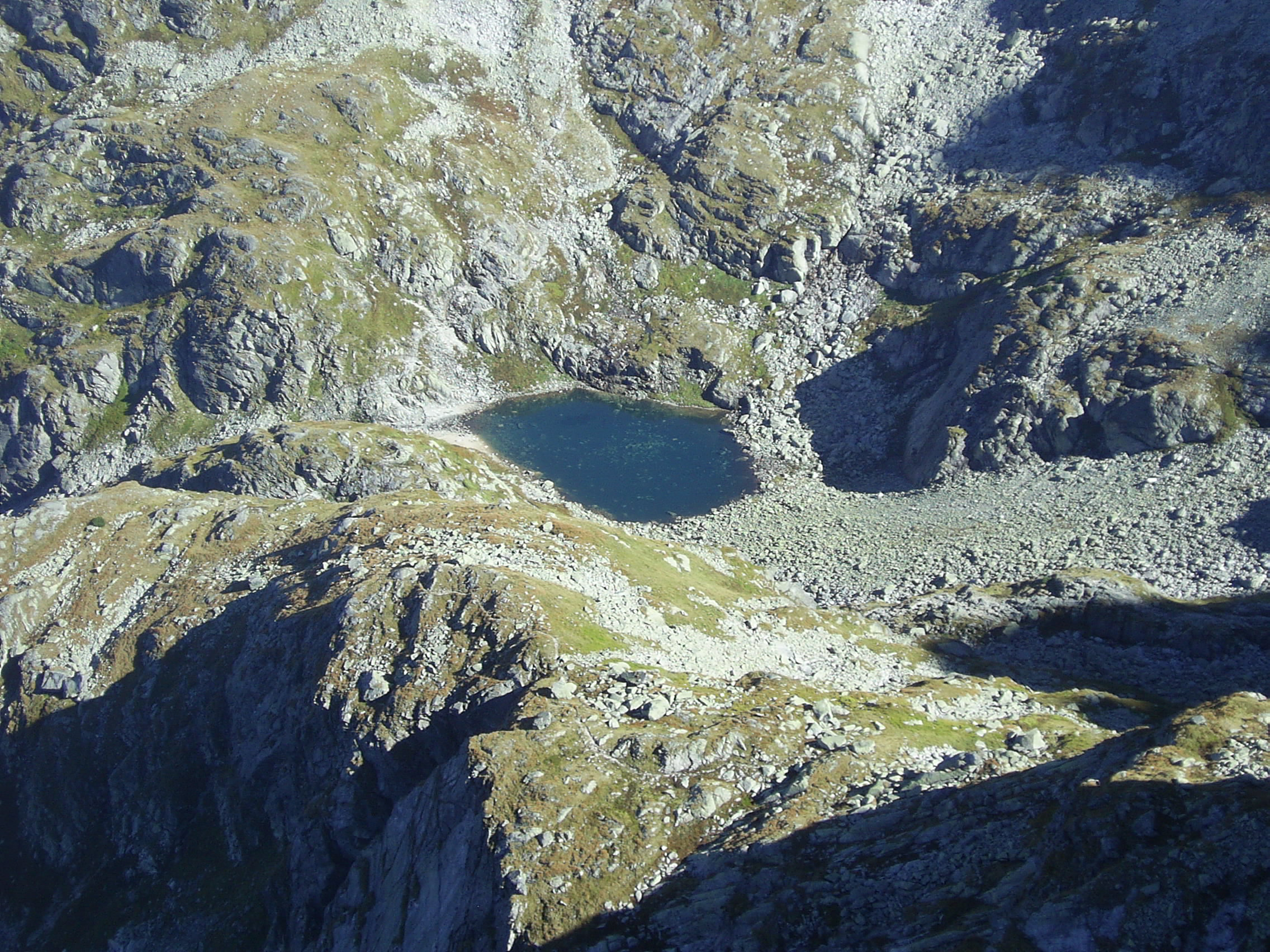
Widok z Kościelca na Kocioł Zmarzłego Stawu

Kocioł Zmarzłego Stawu Gąsienicowego – kocioł lodowcowy w górnej części Doliny Gąsienicowej w polskich Tatrach Wysokich. Znajduje się w jej odnodze zwanej Doliną Czarną Gąsienicową, powyżej Kotła Czarnego Stawu. W typowy dla kotłów lodowcowych sposób z trzech stron otoczony jest mniej lub bardziej stromymi skalnymi ścianami. Jego obramowanie tworzą:
- od północno-zachodniej strony – Kościelcowa Grzęda
- od zachodniej strony – Grań Kościelców na odcinku od Zadniego Kościelca (2162 m) po Zawratową Turnię (2247 m)
- od południowej i wschodniej strony – wschodnia grań Świnicy od Zawratowej Turni przez Kozi Wierch (2291 m) po Zadni Granat (2240 m)
- od północno-wschodniej strony – południowo-zachodnia grzęda Zadniego Granatu[1].

Na dnie kotła znajduje się Zmarzły Staw Gąsienicowy mający lustro wody na wysokości 1788 m n.p.m. Najwyższy szczyt w jego otoczeniu (Kozi Wierch) wznosi się 503 m ponad nim. Od północy wylot kotła zagradza rygiel skalny. Niewielki potok wypływający ze Zmarzłego Stawu przeciął go i spływa skalnym korytem do niżej położonego Czarnego Stawu.
Ze ścian otaczających Kocioł Zmarzłego Stawu opada kilka żlebów. Najwybitniejsze z nich to Zawratowy Żleb i Honoratka.
Otoczenie Kotła Zmarzłego Stawu jest klasycznym przykładem wielopiętrowych kotłów lodowcowych. Można tu wyróżnić trzy ich piętra: Kocioł Czarnego Stawu, Kocioł Zmarzłego Stawu i Dolinkę Kozią, będącą najwyższym piętrem i zarazem odnogą Kotła Zmarzłego Stawu. Po ustąpieniu lodowca kotły były o wiele głębsze, wypełniające je jeziora były znacznie większe, a ściany otaczające jeziora były bardziej strome i gładkie. Trwające tysiące lat wietrzenie skał spowodowało obrywanie się z nich skał, które grawitacyjnie, jak również znoszone przez lawiny i wody powierzchniowe, zawalały kocioł. Zmniejszenie powierzchni jeziora jest także skutkiem rozcięcia rygla blokującego od północy odpływ wody z jeziora.
Przez Kocioł Zmarzłego Stawu prowadzą dwa szlaki turystyczne.

## Szlaki turystyczne
z Hali Gąsienicowej na Zawrat. Czas przejścia z „Murowańca” na Zawrat: 2.20 h, ↓ 1.40 h
 od rozdroża poniżej Zmarzłego Stawu przez Dolinkę Kozią na Kozią Przełęcz. Czas przejścia: 1:40 h, ↓ 1:20 h.